# Graceus ambiguus
Graceus ambiguus är en tvåvingeart som beskrevs av Maurice Emile Marie Goetghebuer 1928. Graceus ambiguus ingår i släktet Graceus och familjen fjädermyggor. Inga underarter finns listade i Catalogue of Life.